# Wilderich
Wilderich ist ein männlicher Vorname. Er leitet sich ab von den althochdeutschen Worten: "wild" = wild; "rihhi" = reich, mächtig, die Macht, die Herrschaft, der Herrscher oder von "willo" = Wille; "rich" = mächtig, Herrscher. Er bedeutete: "wilder, mächtiger Herrscher, der Reiche, Mächtige, der Willensstarke". Dieser seit dem 9. Jahrhundert bekannte und seltene Vorname wurde ursprünglich nur in wenigen, miteinander verwandten Adelsgeschlechtern weitergegeben.

## Bekannte Namensträger
- Wilderich Graf von und zu Bodman (* 1936), deutscher Unternehmer und Kommunalpolitiker (CDU). Seit 1976 steht er dem Adelshaus Bodman als Chef vor.
- Wilderich von Droste zu Hülshoff (* 1948), deutscher Jurist, Autor und Stiftungsvorstand
- Wilderich Fehrmann (1928–2008), deutscher Jurist
- Philipp Wilderich Johann Georgendiel von Georgenthal († 1727), Hofbeamter; arbeitete in der Kanzlei Karl VI.
- Wilderich von Ketteler (1809–1873), deutscher Gutsherr und Politiker
- Wilderich I. von Morvois (auch Widerich bzw. Guerri genannt) (821–886); diverse Quellen ordnen ihn als Vater von Bertha von Morvois zu
- Wilderich Freiherr Ostman von der Leye (1923–1990), deutscher Politiker der (SPD)
- Wilderich von Spee (1830–1890), deutscher Verwaltungsjurist und Landrat des Landkreises Düsseldorf
- Wilderich Graf von Spee-Mirbach (1926–2013), deutscher Politiker (CDU) und Bürgermeister der nordrhein-westfälischen Stadt Korschenbroich im Rhein-Kreis Neuss.
- Wilderich von Walderdorff (1617–1680), katholischer Bischof der Diözese Wien
- Adolf von Walderdorff (Adolf Wilderich Graf von Walderdorff; 1835–1919), Rittergutsbesitzer  und Reichstagsabgeordneter
- Carl Wilderich Graf von Walderdorff (1799–1862), von 1834 bis 1842 Staatsminister des Herzogtums Nassau
- Philipp Franz Wilderich Nepomuk von Walderdorf (1739–1810), der letzte Fürstbischof von Speyer